# Parafia św. Maksymiliana Kolbego w Cichoborzu
Parafia św. Maksymiliana Marii Kolbego w Cichoborzu – parafia rzymskokatolicka znajdująca się w dekanacie Hrubieszów-Południe, w diecezji zamojsko-lubaczowskiej. 
Została utworzona 6. maja 1991.
Do parafii należą wierni z następujących miejscowości: Cichobórz, Szychowice i Szychowice Nowe
Liczba mieszkańców: 950.